# Anjang de Goguryeo
Rey Anjang de Goguryeo (murió en 531, r. 519–531) fue el 22° gobernante de Goguryeo, uno de los Tres Reinos de Corea. Bajo su nombre original, Heung-an, nació como primer hijo del rey Munjamyeong, ascendiendo a príncipe heredero en 498, y finalmente subiendo al trono tras la muerte de su padre en 519. Fue presuntamente asesinado en 531 sin ningún hijo.
Anjang trató de mantener la relación de amistad con las dinastías chinas, notablemente, Wei y Liang (al sur de China) enviando emisarios regularmente, a fin de contrarrestar la diplomacia de los reinos coreanos del sur como Baekje y Silla. Atacó a Baekje en 523 y  529, matando más de 2.000 soldados enemigos.
Los crónicas Anjang en los libros norteasiáticos son escasas, con unos puntos equivocados e inciertos: un libro chino, el Libro de Liang, completado en 635, dice que Anjang murió en 526 aunque el momento de su fallecimiento fue cinco o seis años después; el libro japonés, Nihonshoki cita una frase de Baekje Bongi mencionando el asesinato de Anjang en un golpe de Estado, lo cual implica que el final de su reinado estuvo marcado por la inestabilidad. Dado que el final del reinado de su hermano y sucesor Anwon también estuvo envuelto en conflictos, se especula con que la sucesión real era un foco de conflicto entre la aristocracía.
Entre los cuentos de Goguryeo preservados sobre Anjang, hay una historia de amor. Se le dice que Anjang encontró a una mujer de Baekje, Hanju cuando era joven al ir al sur como un espía. Después de una serie de las batallas y ataques contra Goguryeo, Anjang finalmente pudo reunirse con Hanju y convertirla en su reina.